# Meredan
Meredan is een bestuurslaag in het regentschap Siak van de provincie Riau, Indonesië. Meredan telt 3540 inwoners (volkstelling 2010).